# Championnat de Finlande de hockey sur glace 1931-1932
Saison précédente Saison suivante
La saison 1931-1932 est la quatrième saison de la SM-sarja.
Le HJK Helsinki remporte le 4e titre de champion de Finlande en battant le HPS Helsinki en finale 4 à 0.

## Déroulement

### Détail des scores
Premier tour
| Équipe          | Score | Équipe        | Note |
| --------------- | ----- | ------------- | ---- |
| Tappara Tampere | 2-1   | Ilves Tampere |      |
| HPS Helsinki    | 4-0   | HSK Helsinki  |      |

Demi-finales
| Équipe         | Score | Équipe          | Note        |
| -------------- | ----- | --------------- | ----------- |
| HPS Helsinki   | 6-1   | Tappara Tampere |             |
| Reipas Viipuri | 0-1   | HJK Helsinki    | par forfait |

Finale
| Équipe       | Score | Équipe       | Note |
| ------------ | ----- | ------------ | ---- |
| HJK Helsinki | 4-0   | HPS Helsinki |      |